# Радко Димитриево
Радко Димитриево е село в Североизточна България, област Шумен, община Шумен.

## География
Село Радко Димитриево се намира на 14 км южно от областния град Шумен в посока към Смядово и Бургас.
Разположено е на източен скат. На 1 км на запад от селото протича река Камчия.
Обслужва се от железопътна спирка по линията Шумен – Комунари.

## История
Юрушкото село Юрук Касъм съществувало в местността Юртлука наблизо от 1543 – 1573 до 1878 г. То е създадено със задължение да отглежда овце за нуждите на държавните кланици. Такива юрушки селища имало доста. Населението им било от ислямизирани християни. Според предание чума поразила жителите на с. Юрук Касъм. Селянинът Насър избягал далеч от заразеното място, последвали го други. Малцина се установили отвъд височината, основали Сърт махле (сега с. Ветрище). Селото, в което слезли повечето от хората, било наречено на водача им Насърлъ, по-късно Насърлий или официално Насърлие.
Името на селото е Насърлие до 1934 г. Преименувано е на Радко Димитриево с МЗ 3775/07.12.1934 г.
Наименувано е в чест на българския и руски висш офицер Радко Русков Димитриев. Генерал Димитриев 2 пъти преминава на руска служба. В българската армия достига звание генерал-лейтенант, а в руската – генерал от инфантерията. Той е началник на Щаба на Българската армия от 1 януари 1904 до 28 март 1907 г.

## Население

### Численост
Численост на населението според преброяванията през годините:
| \| Година на преброяване \| Численост \| \| --------------------- \| --------- \| \| 1934 \| 754 \| \| 1946 \| 640 \| \| 1956 \| 624 \| \| 1965 \| 593 \| \| 1975 \| 480 \| \| 1985 \| 407 \| \| 1992 \| 365 \| \| 2001 \| 372 \| \| 2011 \| 285 \| \| 2021 \| 270 \| |           |
| Година на преброяване | Численост |
| 1934 | 754       |
| 1946 | 640       |
| 1956 | 624       |
| 1965 | 593       |
| 1975 | 480       |
| 1985 | 407       |
| 1992 | 365       |
| 2001 | 372       |
| 2011 | 285       |
| 2021 | 270       |

### Етнически състав
Численост и дял на етническите групи според преброяването на населението през 2011 г.:
|                     | Численост | Дял (в %) |
| Общо                | 285       | 100,00    |
| Българи             | 263       | 92,28     |
| Турци               |           |           |
| Цигани              | 0         | 0,00      |
| Други               |           |           |
| Не се самоопределят |           |           |
| Неотговорили        | 19        | 6,66      |

## Редовни събития
В началото на септември се провеждат традиционните „Дни на моето родно село“ и среща-събор на селото.